# Andre Dirrell
Andre Dirrell (Flint, 9 de julio de 1983) es un deportista estadounidense que compitió en boxeo. Participó en los Juegos Olímpicos de Atenas 2004, obteniendo una medalla de bronce en el peso medio.

## Palmarés internacional
| Juegos Olímpicos | Juegos Olímpicos | Juegos Olímpicos  | Juegos Olímpicos |
| Año              | Lugar            | Medalla           | Categoría        |
| ---------------- | ---------------- | ----------------- | ---------------- |
| 2004             | Atenas (Grecia)  | Medalla de bronce | 75 kg            |